# 2014년 대한민국의 영화 목록
다음은 2014년에 개봉됐던 대한민국의 영화 목록이다.

## 목록

### 1분기
- 불륜의 맛
- 스케치
- 씨, 베토벤
- 청춘학당 : 풍기문란 보쌈 야사
- 타인의 멜로디
- 고스톱 살인
- 오빠가 돌아왔다
- 두 아내
- 화창한 그날들
- 나가요 미스콜
- 몬스터
- 우아한 거짓말
- 만신
- 조난자들
- 탐욕의 제국
- 레바논 감정
- 미스터 컴퍼니
- 여배우는 너무해
- 디셈버
- 우리별 일호와 얼룩소
- 전망 좋은 하우스 - 맛있는 섹스
- 찌라시: 위험한 소문
- 관능의 법칙
- 별일아니다
- 비밀과외
- 신이 보낸 사람
- 또 하나의 약속
- 마이 플레이스
- 넛잡: 땅콩 도둑들
- 조선미녀삼총사
- 들개들
- 만찬
- 남자가 사랑할 때
- 수상한 그녀
- 피끓는 청춘
- 맛
- 하이프 네이션 : 힙합사기꾼
- 한 번도 안 해본 여자
- 살인자
- 윤희
- 플랜맨
- 청춘예찬

### 2분기
- 이것이 우리의 끝이다
- 자, 이제 댄스타임
- 프랑스인 김명실
- 별이 빛나는 밤
- 여배우 공작단
- 경주
- 그댄 나의 뱀파이어
- 미국인친구
- 스톤
- 황제를 위하여
- 레디액션! 폭력영화
- 스퀴시랜드
- 우는 남자
- 하이힐
- 귀접
- 끝까지 간다
- 로사
- 무명인
- 젊은 엄마 2
- 고스트 메신저 극장판
- 도희야
- 배꼽과 무릎사이
- 일대일
- 슬기로운 해법
- 신촌좀비만화
- 캠퍼스 S 커플
- 인간중독
- 역린
- 표적
- 멜로
- 셔틀콕
- 아버지의 이메일
- 10분
- 러브멘토
- 메이크 유어 무브
- 의궤, 8일간의 축제 3D
- 이쁜 것들이 되어라
- 카토 프로젝트
- 한공주
- 시선
- 가시
- 가자! 장미여관으로 2 - 갈증
- 녀녀녀
- 마이 보이
- 방황하는 칼날
- 보호자
- 신의 선물
- 은밀하게 음란하게
- 들개
- 백프로

### 3분기
- 나인뮤지스; 그녀들의 서바이벌
- 바리새인
- 욕망의 독: 중독
- 좀비스쿨
- 청아
- 설계
- 1789, 바스티유의 연인들
- 60만번의 트라이
- 먹이사슬
- 위험한 유혹 - 추억이 떠나면 외로움만 남는다
- 레쓰링
- 마녀
- 원 컷 - 어느 친절한 살인자의 기록
- 순천
- 자유의 언덕
- 하늘의 황금마차
- 두근두근 내 인생
- 타짜-신의 손
- 야간비행
- 픽업 아티스트
- 관계
- 메밀꽃, 운수 좋은 날, 그리고 봄봄
- 옹녀뎐
- 왓니껴
- 족구왕
- 내 연애의 기억
- 터널 3D
- 곤충왕국 3D
- 바세코의 아이들
- 야누스: 욕망의 두 얼굴
- 18: 우리들의 성장 느와르
- 원죄적 정사 2014
- 해무
- 극장판 뛰뛰빵빵 구조대 미션: 둥둥이를 구하라!
- 숫호구
- 그 사람 추기경
- 떡
- 해적: 바다로 간 산적
- 피해자들
- 명량
- 밀애
- 아웃사이더
- 우리가족
- 군도: 민란의 시대
- 열애
- 논픽션 다이어리
- 산타바바라
- 중독애
- 나는 야한 여자가 좋다
- 숙희
- 좋은 친구들
- 그 참을 수 없는 맛
- 내비게이션
- 블랙딜
- 신의 한 수
- 원나잇 온리
- 소녀괴담

### 4분기
- 개를 훔치는 완벽한 방법
- 더 테너 리리코 스핀토
- 두 번째 엄마
- 외계인들
- 명기
- 이불
- 기술자들
- 상의원
- 앙상블
- 제4 이노베이터
- 쥬로링 동물탐정 극장판
- 국제시장
- 뽕2014
- 신화 라이브 3D 더 레전드 컨티뉴스
- 파티51
- 스피릿 오브 베토벤
- 쿼바디스
- 한민족 그리고 조선족
- 호두까기 인형
- 덕수리 5형제
- 목숨
- 악사들
- 울언니
- 춘하추동 로맨스
- GROW: 인피니트의 리얼 청춘 라이프
- 내 마음의 고향
- 님아, 그 강을 건너지 마오
- 빅매치
- 안녕, 투이
- 정사: 위험한 성적유희
- 학교 가는길
- 마이너클럽
- 그 사람 그 사랑 그 세상
- 못
- 봄
- 아빠를 빌려드립니다
- 거인
- 레디액션 청춘
- 철의 꿈
- 카트
- 힐링메이트
- 누구에게나 찬란한
- 다우더
- 지옥화
- 패션왕
- 현기증
- 나의 독재자
- 서울연애
- 소리굽쇠
- 정사
- 제자, 옥한흠
- 환상
- 위층여자
- 다이빙벨
- 레드카펫
- 우리는 형제입니다
- 거짓말 2014
- 사토미를 찾아라
- 천 번을 불러도
- 황구
- 가자! 장미여관으로 3 - 방황
- 나의 사랑 나의 신부
- 맨홀
- 마담 뺑덕
- 미조
- 슬로우 비디오
- 정글히어로
- 제보자
- 나는 야한 여자가 좋다 2

## 참고 자료
- KOFIC 영화 데이터베이스